# Basket Femminile Le Mura Lucca 2020-2021
Questa voce raccoglie le informazioni riguardanti il Basket Femminile Le Mura Lucca nelle competizioni ufficiali della stagione 2020-2021.

## Stagione
La stagione 2020-2021 è stata la undicesima consecutiva che il Basket Femminile Le Mura Lucca, sponsorizzato Gesam Gas&Luce, ha disputato in Serie A1.

## Verdetti stagionali
- Serie A1: (28 partite)

stagione regolare: 10º posto su 14 squadre (8-18);
play-out: vincitrice in semifinale contro Battipaglia (2-0).
- Supercoppa italiana: (2 partite)

sconfitta alle semifinali da Venezia (51-88).

## Rosa
|    | Naz.                   | Ruolo | Sportivo               | Anno | Alt. |  |        |
| -- | ---------------------- | ----- | ---------------------- | ---- | ---- |  | ------ |
| 2  | Italia (bandiera)      | P     | Elisabetta Azzi        | 2004 | 160  |  |        |
| 3  | Slovacchia (bandiera)  | C     | Ivana Jakubcová        | 1994 | 198  |  |        |
| 5  | Italia (bandiera)      | PG    | Lavinia Cibeca         | 2003 | 163  |  |        |
| 6  | Italia (bandiera)      | G     | Laura Spreafico        | 1991 | 181  |  | (cap.) |
| 11 | Italia (bandiera)      | G     | Silvia Pastrello       | 2001 | 179  |  |        |
| 13 | Italia (bandiera)      | PG    | Francesca Romana Russo | 1996 | 176  |  |        |
| 14 | Italia (bandiera)      | P     | Alessandra Orsili      | 2001 | 168  |  |        |
| 15 | Italia (bandiera)      | A     | Maria Miccoli          | 1995 | 183  |  | (cap.) |
| 17 | Italia (bandiera)      | AC    | Claudia Pallotta       | 1999 | 180  |  |        |
| 18 | Italia (bandiera)      | A     | Vittoria Farnesi       | 2004 | 176  |  |        |
| 23 | Stati Uniti (bandiera) | PG    | Linnae Harper          | 1995 | 173  |  | [ 5 ]  |
| 28 | Italia (bandiera)      | G     | Giovanna Elena Smorto  | 1999 | 178  |  |        |
| 42 | Stati Uniti (bandiera) | C     | Jewel Tunstull         | 1992 | 190  |  |        |

## Mercato

### Sessione estiva
Confermate le giocatrici Alessandra Orsili, Giovanna Elena Smorto, Silvia Pastrello e Ivana Jakubcová, la società ha effettuato i seguenti trasferimenti:
| Acquisti | Acquisti               | Acquisti        | Acquisti   |
| R.       | Nome                   | da              | Modalità   |
| -------- | ---------------------- | --------------- | ---------- |
| G        | Laura Spreafico        | Pall. Broni     | definitivo |
| PG       | Francesca Romana Russo | Verga Palermo   | definitivo |
| A        | Maria Miccoli          | Vigarano        | definitivo |
| AC       | Claudia Pallotta       | Panthers Roseto | definitivo |
| PG       | Linnae Harper          | TTT Rīga        | definitivo |
| C        | Jewel Tunstull         | Panathīnaïkos   | definitivo |

| Cessioni | Cessioni          | Cessioni         | Cessioni       |
| R.       | Nome              | a                | Modalità       |
| -------- | ----------------- | ---------------- | -------------- |
| G        | Janeesa Jeffery   | Artego Bydgoszcz | fine contratto |
| P        | Valentina Bonasia | Magnolia CB      | fine contratto |
| AC       | Ashley Ravelli    | USE Empoli       | fine contratto |
| AC       | Annalisa Vitari   | Alpo Basket      | fine contratto |
| AC       | Sara Madera       | Pall. Broni      | fine contratto |
| AC       | Batabe Zempare    | -                | fine contratto |
| AG       | Alice Gregori     | Reyer Venezia    | fine prestito  |

### Fuori sessione
| Acquisti | Acquisti | Acquisti | Acquisti |
| R.       | Nome     | da       | Modalità |
| -------- | -------- | -------- | -------- |

| Cessioni | Cessioni        | Cessioni      | Cessioni    |
| R.       | Nome            | a             | Modalità    |
| -------- | --------------- | ------------- | ----------- |
| G        | Laura Spreafico | Costa Masnaga | risoluzione |

## Risultati

### Campionato

#### Girone di andata
| Arbitri: | Enrico Boscolo (Chioggia) Silvia Marziali (Frosinone) Fabio Bonotto (Ravenna) |

|          |          |              |
| Pasa 12  | Punti    | 15 Spreafico |
| Fietta 6 | Assist   | 4 Russo      |
| Fogg 9   | Rimbalzi | 7 Jakubcová  |

| Lucca 7 ottobre 2020, ore 21:00 CEST 2ª giornata | Gesam Gas&Luce Lucca | 62 – 84 referto | GEAS | PalaTagliate |

| Costa Masnaga 10 ottobre 2020, ore 21:00 CEST 3ª giornata | Costa Masnaga | 84 – 71 referto | Gesam Gas&Luce Lucca | Palazzetto dello Sport |

| Lucca 18 ottobre 2020, ore 18:00 CEST 4ª giornata | Gesam Gas&Luce Lucca | 72 – 73 referto | Eirene Ragusa | PalaTagliate |

| Lucca 24 ottobre 2020, ore 20:30 CEST 5ª giornata | Gesam Gas&Luce Lucca | 52 – 74 referto | Reyer Venezia | PalaTagliate |

| Empoli 1º novembre 2020, ore 18:00 CET 6ª giornata | USE Empoli | 83 – 79 referto | Gesam Gas&Luce Lucca | Palestra Lazzeri |

| Lucca 10 marzo 2021, ore 19:00 CET 7ª giornata | Gesam Gas&Luce Lucca | 54 – 64 referto | Dinamo Sassari | PalaTagliate |

| Schio 6 gennaio 2021, ore 18:00 CET 8ª giornata | Famila Schio | 107 – 53 referto | Gesam Gas&Luce Lucca | Palasport Livio Romare |

| Lucca 21 gennaio 2021, ore 19:00 CET 9ª giornata | Gesam Gas&Luce Lucca | 95 – 45 referto | Pall. Broni | PalaTagliate |

| Battipaglia 6 marzo 2021, ore 18:00 CET 10ª giornata | PB63 Battipaglia | 68 – 86 referto | Gesam Gas&Luce Lucca | PalaZauli |

| Lucca 18 marzo 2021, ore 19:00 CET 11ª giornata | Gesam Gas&Luce Lucca | 72 – 64 referto | Vigarano | PalaTagliate |

| Bologna 19 dicembre 2020, ore 17:00 CET 12ª giornata | Virtus Bologna | 86 – 78 referto | Gesam Gas&Luce Lucca | Virtus Arena |

| Lucca 30 dicembre 2020, ore 19:00 CET 13ª giornata | Gesam Gas&Luce Lucca | 68 – 83 referto | Magnolia CB | PalaTagliate |

#### Girone di ritorno
| Lucca 3 gennaio 2021, ore 18:00 CET 14ª giornata | Gesam Gas&Luce Lucca | 71 – 73 referto | San Martino | PalaTagliate |

| Sesto San Giovanni 10 gennaio 2021, ore 18:00 CET 15ª giornata | GEAS | 79 – 70 referto | Gesam Gas&Luce Lucca | PalaCarzaniga |

| Lucca 17 gennaio 2021, ore 18:00 CET 16ª giornata | Gesam Gas&Luce Lucca | 77 – 67 referto | Costa Masnaga | PalaTagliate |

| Ragusa 24 gennaio 2021, ore 16:00 CET 17ª giornata | Eirene Ragusa | 82 – 63 referto | Gesam Gas&Luce Lucca | PalaMinardi |

| Mestre 30 gennaio 2021, ore 18:00 CET 18ª giornata | Reyer Venezia | 85 – 74 referto | Gesam Gas&Luce Lucca | Palasport Taliercio |

| Lucca 14 febbraio 2021, ore 18:00 CET 19ª giornata | Gesam Gas&Luce Lucca | 59 – 73 referto | USE Empoli | PalaTagliate |

| Sassari 20 febbraio 2021, ore 12:00 CET 20ª giornata | Dinamo Sassari | 80 – 91 (d.t.s.) referto | Gesam Gas&Luce Lucca | PalaSerradimigni |

| Lucca 28 febbraio 2021, ore 18:00 CET 21ª giornata | Gesam Gas&Luce Lucca | 60 – 88 referto | Famila Schio | PalaTagliate |

| Broni 14 marzo 2021, ore 18:00 CET 22ª giornata | Pall. Broni | 76 – 60 referto | Gesam Gas&Luce Lucca | PalaBrera |

| Lucca 21 marzo 2021, ore 18:00 CET 23ª giornata | Gesam Gas&Luce Lucca | 74 – 66 referto | PB63 Battipaglia | PalaTagliate |

| Vigarano Mainarda 27 marzo 2021, ore 18:30 CEST 24ª giornata | Vigarano | 68 – 66 referto | Gesam Gas&Luce Lucca | PalaVigarano |

| Lucca 3 aprile 2021, ore 18:00 CEST 25ª giornata | Gesam Gas&Luce Lucca | 66 – 75 referto | Virtus Bologna | PalaTagliate |

| Campobasso 10 aprile 2021, ore 20:30 CEST 26ª giornata | Magnolia CB | 49 – 62 referto | Gesam Gas&Luce Lucca | PalaSelvapiana |

### Play out

#### Semifinale
| Arbitri: | Antonio Bartolomeo (Cellino San Marco) Christian Mottola (Taranto) Maria Giulia Forni (Cervia) |

|                          |          |            |
| Potolicchio 26           | Punti    | 23 Miccoli |
| Bocchetti, Potolicchio 3 | Assist   | 4 Orsili   |
| Logoh 5                  | Rimbalzi | 9 Tunstull |

| Arbitri: | Umberto Tallon (Bologna) Daniele Calella (Bologna) Claudia Ferrara (Ferrara) |

|                       |          |         |
| Miccoli, Pastrello 10 | Punti    | 16 Seka |
| Orsili 7              | Assist   | 4 Mazza |
| Pastrello 10          | Rimbalzi | 5 Mazza |

### Supercoppa italiana
| Arbitri: | Luca Bartolini (Fano) Irene Frosolini (Grosseto) Alberto Maria Scrima (Catanzaro) |

|               |          |           |
| Ciavarella 19 | Punti    | 17 Russo  |
| Pasa 5        | Assist   | 3 Miccoli |
| Šulčiūtė 7    | Rimbalzi | 7 Miccoli |

| Arbitri: | Roberto Radaelli (Rho) Maria Giulia Forni (Cervia) Lorenzo Lupelli (Roma) |

|             |          |             |
| Bestagno 16 | Punti    | 11 Tunstull |
| Petronytė 3 | Assist   | 3 Spreafico |
| Petronytė 8 | Rimbalzi | 7 Jakubcová |

## Statistiche

### Statistiche di squadra
| Competizione        | Punti | In casa | In casa | In casa | In casa | In casa | In trasferta | In trasferta | In trasferta | In trasferta | In trasferta | Totale | Totale | Totale | Totale | Totale | Totale |
| Competizione        | Punti | G       | V       | P       | Ptf     | Pts     | G            | V            | P            | Ptf          | Pts          | G      | V      | P      | Ptf    | Pts    | Diff.  |
| ------------------- | ----- | ------- | ------- | ------- | ------- | ------- | ------------ | ------------ | ------------ | ------------ | ------------ | ------ | ------ | ------ | ------ | ------ | ------ |
| Serie A1            | 16    | 13      | 4       | 9       | 882     | 929     | 13           | 4            | 9            | 915          | 998          | 26     | 8      | 18     | 1797   | 1927   | -130   |
| Play-out            |       | 1       | 1       | 0       | 68      | 45      | 1            | 1            | 0            | 87           | 64           | 2      | 2      | 0      | 155    | 109    | +46    |
| Supercoppa italiana |       | -       | -       | -       | -       | -       | 2            | 1            | 1            | 128          | 164          | 2      | 1      | 1      | 128    | 164    | -36    |
| Totale              |       | 14      | 5       | 9       | 950     | 974     | 16           | 6            | 10           | 1130         | 1226         | 30     | 11     | 19     | 2080   | 2200   | -120   |

### Statistiche delle giocatrici
Campionato (stagione regolare e play-out)
| Giocatrice             | Partite | Partite | Min. | Pun | Tiri da 2 | Tiri da 2 | Tiri da 2 | Tiri da 3 | Tiri da 3 | Tiri da 3 | Tiri Liberi | Tiri Liberi | Tiri Liberi | Rimbalzi | Rimbalzi | Rimbalzi | Palle | Palle | Stopp. | Stopp. | Ass | Falli | Falli | Val. |
| Giocatrice             | Pr      | PG      | Min. | Pun | R         | T         | %         | R         | T         | %         | R           | T           | %           | D        | O        | T        | P     | R     | S      | D      | Ass | F     | S     | Val. |
| ---------------------- | ------- | ------- | ---- | --- | --------- | --------- | --------- | --------- | --------- | --------- | ----------- | ----------- | ----------- | -------- | -------- | -------- | ----- | ----- | ------ | ------ | --- | ----- | ----- | ---- |
| Elisabetta Azzi        | 18      | 2       | 15   | 5   | 1         | 3         | 33        | 1         | 1         | 100       |             |             |             | 1        | 1        | 2        | 1     | 2     |        |        | 2   | 2     |       | 6    |
| Lavinia Cibeca         | 20      | 2       | 8    | 3   | 0         | 3         | 0         | 1         | 1         | 100       | 0           | 2           | 0           | 1        |          | 1        | 2     | 1     |        |        | 1   | 1     | 2     |      |
| Vittoria Farnesi       | 13      | 2       | 5    | 2   | 1         | 2         | 50        |           |           |           |             |             |             | 2        |          | 2        | 1     | 1     |        |        |     |       |       | 3    |
| Linnae Harper          | 24      | 24      | 691  | 311 | 102       | 232       | 44        | 23        | 81        | 28        | 38          | 62          | 61          | 92       | 36       | 128      | 62    | 47    | 12     | 1      | 87  | 38    | 60    | 310  |
| Ivana Jakubcová        | 28      | 25      | 725  | 291 | 92        | 198       | 46        | 28        | 90        | 31        | 23          | 31          | 74          | 177      | 46       | 223      | 39    | 15    | 2      | 10     | 21  | 58    | 38    | 323  |
| Maria Miccoli          | 28      | 28      | 737  | 253 | 69        | 143       | 48        | 24        | 70        | 34        | 43          | 51          | 84          | 105      | 33       | 138      | 49    | 27    | 4      | 6      | 45  | 90    | 52    | 250  |
| Alessandra Orsili      | 27      | 27      | 732  | 264 | 58        | 129       | 45        | 39        | 91        | 43        | 31          | 41          | 76          | 59       | 24       | 83       | 83    | 39    | 3      | 6      | 101 | 74    | 51    | 251  |
| Claudia Pallotta       | 28      | 9       | 60   | 11  | 2         | 7         | 29        | 1         | 4         | 25        | 4           | 6           | 67          | 4        | 1        | 5        | 2     | 2     | 1      |        |     | 7     | 3     | 1    |
| Silvia Pastrello       | 27      | 27      | 572  | 175 | 40        | 84        | 48        | 18        | 59        | 31        | 41          | 56          | 73          | 54       | 27       | 81       | 30    | 21    | 1      | 2      | 40  | 44    | 51    | 195  |
| Francesca Romana Russo | 28      | 28      | 802  | 204 | 55        | 141       | 39        | 15        | 56        | 27        | 49          | 66          | 74          | 70       | 43       | 113      | 39    | 20    | 2      | 1      | 73  | 58    | 94    | 262  |
| Giovanna Elena Smorto  | 27      | 27      | 478  | 106 | 33        | 84        | 39        | 5         | 34        | 15        | 25          | 37          | 68          | 56       | 43       | 99       | 48    | 14    | 2      | 1      | 45  | 58    | 42    | 107  |
| Laura Spreafico        | 7       | 7       | 219  | 105 | 9         | 18        | 50        | 20        | 61        | 33        | 27          | 32          | 84          | 14       | 2        | 16       | 16    | 8     |        |        | 13  | 14    | 30    | 87   |
| Jewel Tunstull         | 26      | 24      | 540  | 204 | 80        | 151       | 53        | 0         | 1         | 0         | 44          | 56          | 79          | 52       | 49       | 101      | 34    | 7     | 6      | 3      | 20  | 45    | 61    | 227  |